# Scott W. Sloan

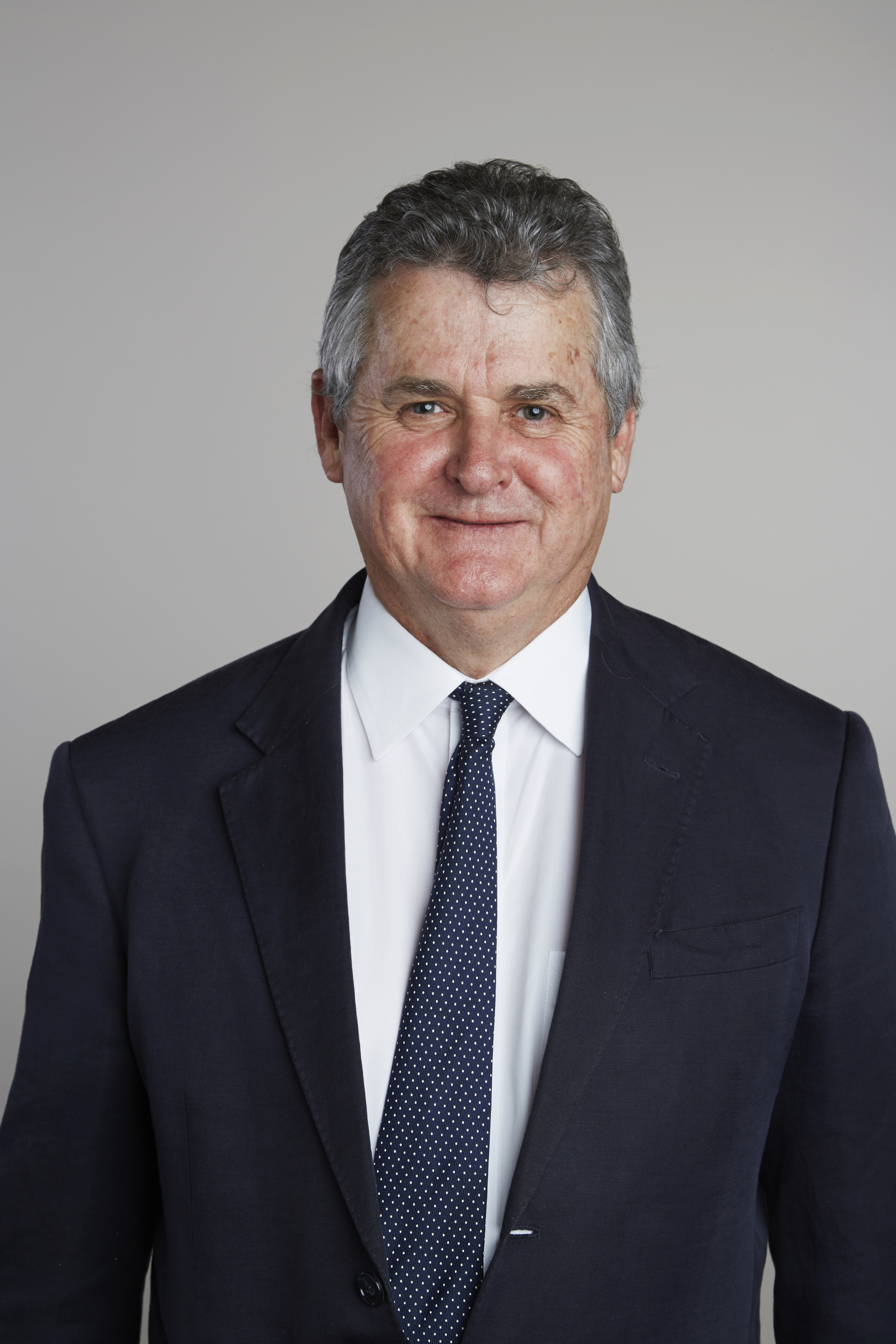
Scott W. Sloan

Scott William Sloan AO (* 2. Juli 1954 in Mildura, Victoria (Australien); † 23. April 2019) war ein australischer Bauingenieur, der sich mit Geotechnik befasste und Professor an der University of Newcastle in Australien war.
Sloan studierte an der Monash University (Master of Engineering) und wurde an der Universität Cambridge (an der er 1981 Rouse Ball Fellow am Trinity College war) promoviert.
Er befasste sich mit numerischer Modellierung in der Geotechnik (nichtlineare Finite-Elemente-Methoden, Plastizitätstheorie einschließlich Shakedown-Analysis und Limit Analysis (Traglastverfahren), Kontaktmechanik), mit Anwendungen unter anderem auf Böschungsstabilität, Erddämme, Tunnel, Bodenanker, Baugruben und Stützwände. Er befasste sich auch mit teilgesättigten Böden und Ausbreitung von Verunreinigungen in Böden.
2015 wurde Sloan in die Royal Society gewählt. 2011 war er Rankine Lecturerer. 2007 wurde er Mitglied der Australian Academy of Science und 2000 der Australian Academy of Technological Sciences and Engineering. 2005 erhielt er den Middlebrook Award der ASCE, 2005 die Desai Medal, 2000 die Telford Medal der Institution of Civil Engineers und 2008 die Booker Medal. 2003 erhielt er die Centenary Medal des australischen Premierministers.